# Grewia retusifolia
Grewia retusifolia är en malvaväxtart som beskrevs av Jean Baptiste Louis Pierre. Grewia retusifolia ingår i släktet Grewia och familjen malvaväxter. Inga underarter finns listade i Catalogue of Life.

## Bildgalleri

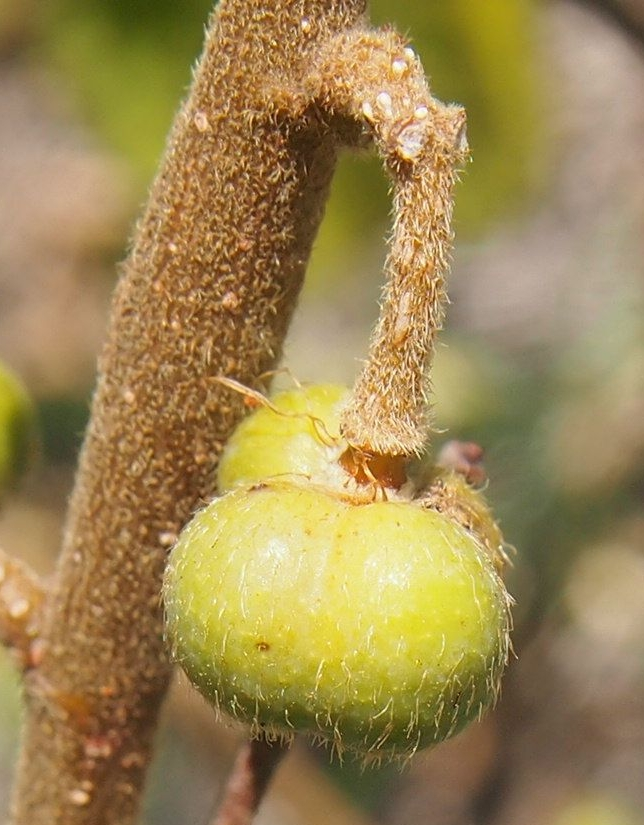
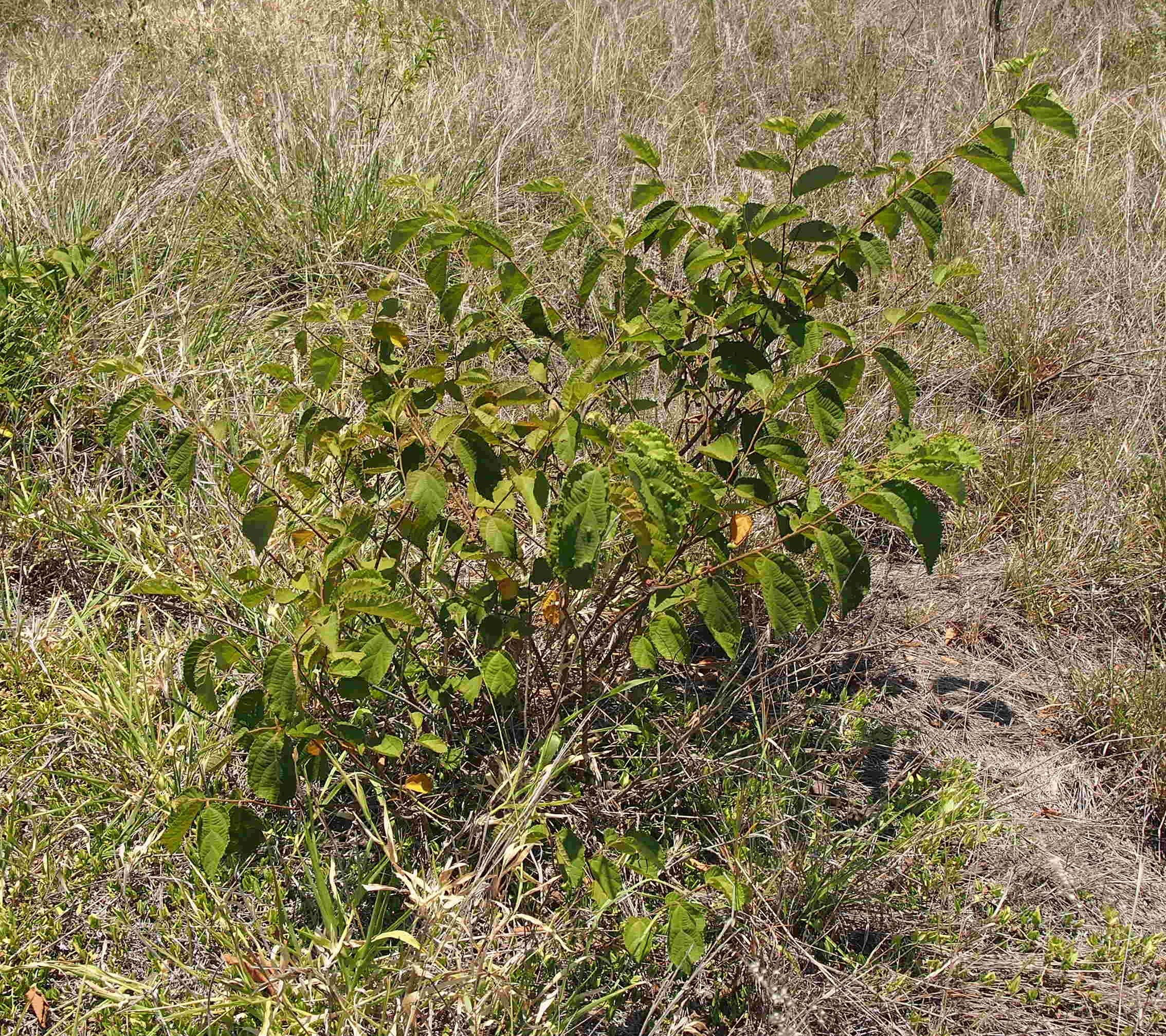